# Ordynariat wojskowy na Węgrzech
Ordynariat wojskowy na Węgrzech (węg. Tábori Püspökség) – rzymskokatolicka diecezja wojskowa (ordynariat polowy) ze stolicą w Budapeszcie, na Węgrzech. Należą do niej członkowie węgierskiego wojska i policji oraz ich rodziny wyznania rzymskokatolickiego.
Ordynariat wojskowy powstał 18 kwietnia 1994 roku decyzją papieża Jana Pawła II.
W ordynariacie wojskowym posługuje 14 kapłanów.

## Historia
W cesarsko-królewskiej armii Królestwa Węgierskiego, będącego częścią składową Austro-Węgier początkowo nie było przewidzianej osobnej funkcji kapelanów wojskowych w czasie pokoju. Ustawa z 1912 roku precyzowała, że byli oni powoływani dla wszystkich formacji wojskowych w czasie wojny, co było wykorzystane podczas I wojny światowej.
W styczniu 1920 roku ustanowiono poszczególnych kapelanów dla każdego okręgu wojskowego, którzy podlegali kontroli Ministerstwa Wyznań Religijnych i Oświecenia Publicznego. W 1923 roku obok księży katolickich w węgierskiej armii pojawili się na równych prawach także pastorzy protestanccy. Po wybuchu II wojny światowej w 1939 roku wszystkich kapłanów i seminarzystów zakwalifikowano do czynnej służby wojskowej.
W kwietniu 1946 roku liczba wszystkich duchownych związanych z armią wynosiła 146, a  liczba ta po 1947 roku zaczęła stopniowo maleć na skutek walki z Kościołem prowadzonej przez władze komunistyczne aż w 1951 roku kapłani całkowicie zostali usunięci z wojska.
Powrócili oni do armii na początku lat 90. XX wieku, a w 1999 roku powołano do życia ordynariat wojskowy.

## Biskupi polowi
- 1920–1926: bp István Zadravecz, O.F.M.
- 1994–2001: bp Gáspár Ladocsi
- 2001–2007: bp Tamás Szabó
- 2008–2021: bp László Bíro
- od 2021: bp Tibor Berta